# Агарковское движение
Ага́рковское движе́ние — одна из форм социалистического соревнования, зародившаяся на территории СССР во время Великой Отечественной войны. 

## История возникновения
Инициатором движения выступила московская комсомолка Е. Барышникова, но наибольший размах движение приобрело после того, как его поддержали бригадиры комсомольско-молодёжных бригад Е. П. Агарков и Ф. Т. Серокуров Челябинского завода транспортного машиностроения. По их предложению произошло объединение бригады сварщиков и монтажников, работавших до этого на 2 разных участках, был внедрён поточный метод монтажа и электросварки. Произведённое укрупнение высвободило 3 мастеров, 2 бригадиров и 4 квалифицированных рабочих. Производительность труда на участке увеличилась на 15–20%.

## Суть метода
Новый метод основывался на возросшей к 1944 году квалификации рабочих и мастеров производства. В результате совершенствования организации производства происходило укрупнение мелких бригад и участков цехов. Это упрощало структуру управления производством, высвобождало квалифицированных рабочих, мастеров, бригадиров, технологов, инженеров для других участков. 

## Значение движения
После одобрения партийными и руководящими органами страны внедрение Агарковского движения стало массовым и приобрело общегосударственное значение. В январе 1945 года по заводам Наркомтанкпрома и Наркомвооружения объединено 390 цехов, отделений, участков, 200 бригад и высвобождено свыше 2 тыс. человек. В апреле того же года объединено 1110 цехов, отделений, участков, 1360 бригад и высвобождено 8587 человек.
К середине 1945 года по стране высвобождено свыше 48 тыс. инженерно-технических работников и квалифицированных рабочих. Многие из них участвовали в восстановлении промышленности районов, освобождённых от немецкой оккупации. Агарковское движение в 1944—1945 открыло новые возможности для более эффективного использования трудовых ресурсов СССР в послевоенные годы.